# Szemellenzős sarlósfecske
A szemellenzős sarlósfecske (Streptoprocne biscutata) a madarak osztályának a sarlósfecske-alakúak (Apodiformes) rendjébe és a sarlósfecskefélék (Apodidae) családjába tartozó faj.

## Rendszerezése
A fajt Philip Lutley Sclater francia ornitológus írta le 1865-ben, a Chaetura nembe Chaetura biscutata néven.

## Alfajai
- Streptoprocne biscutata biscutata (P. L. Sclater, 1866)
- Streptoprocne biscutata seridoensis Sick, 1991[2]

## Előfordulása
Dél-Amerika nyugati részén, Brazília és Paraguay területén honos. Természetes élőhelyei a mérsékelt övi erdők, szubtrópusi és trópusi síkvidéki és hegyi esőerdők, lombhullató erdők, sziklás környezetben. Vonuló faj.

## Megjelenése
Testhossza 22 centiméter, testtömege 85–100 gramm.

## Természetvédelmi helyzete
Az elterjedési területe rendkívül nagy, egyedszáma viszont csökken, de még nem éri el a kritikus szintet. A Természetvédelmi Világszövetség Vörös listáján nem fenyegetett fajként szerepel.

## Külső hivatkozások
- Képek az interneten a fajról
- Xeno-canto.org - a faj hangja és elterjedési területe